# Ministero delle comunicazioni
Il Ministero delle comunicazioni è stato un dicastero del Governo Italiano cui erano attribuiti funzioni e compiti in materia di poste, telecomunicazioni, reti multimediali, informatica, telematica, radiodiffusione sonora e televisiva, tecnologie innovative applicate al settore delle comunicazioni (art. 32-bis, decreto legislativo 30 luglio 1999, n. 300).
A partire dal governo Berlusconi IV è stato accorpato al Ministero dello sviluppo economico.

## Storia
Il ministero fu istituito il 12 dicembre 1944 dal governo Bonomi III con il nome di Ministero delle poste e delle telecomunicazioni, per effetto dello scioglimento del vecchio Ministero delle poste e dei telegrafi (che era stato rinominato anch'esso "Ministero delle comunicazioni" durante il governo Mussolini). Al contrario del vecchio dicastero, il ministero mantenne solo le competenze sulle comunicazioni, laddove le competenze sulle vie di comunicazione ordinarie (strade e ferrovie) furono assegnate al neocostituito Ministero dei trasporti.
Nel 1992 intervenne la riforma delle telecomunicazioni, con la quale i servizi di telecomunicazioni e quelli telefonici passarono da una gestione statale diretta al settore delle partecipazioni statali per essere in seguito riorganizzate nella nuova società Telecom Italia S.p.A., proprio nell'estate del 1994. La riorganizzazione del Ministero avvenne con la Legge 29 gennaio 1994, n.71.
Nel 1997 l'amministrazione autonoma delle poste e dei telegrafi, incardinata presso il Ministero, venne scorporata e trasformata in un ente pubblico economico e successivamente nella società per azioni (a partecipazione interamente statale) delle Poste italiane. In quell'anno, il nome del dicastero venne modificato in Ministero delle comunicazioni. La riforma Bassanini di cui al d.lgs. 300/1999 prevedeva il suo accorpamento al Ministero delle attività produttive, ma il governo Berlusconi II decise di modificare ulteriormente la normativa, mantenendolo autonomo.
Infine, con la legge finanziaria del 2008, il governo Prodi II decise di riformare ulteriormente la disciplina relativa all'organizzazione dei ministeri; la riforma fu attuata dal governo Berlusconi IV e il Ministero delle comunicazioni venne accorpato al Ministero dello sviluppo economico (nuovo nome assunto dal precedente Ministero delle attività produttive), cui è stato aggiunto il dipartimento delle comunicazioni.

## Organizzazione
Il Ministero delle Comunicazioni era così organizzato:
Segretariato Generale
- Direzione Generale per la Gestione delle Risorse Umane
- Direzione Generale per i Servizi di Comunicazione Elettronica e di Radiodiffusione
- Direzione Generale per la Pianificazione e la Gestione dello Spettro Radioelettrico
- Direzione Generale per la Gestione delle Risorse Strumentali ed Informative
- Direzione Generale per la Regolamentazione del Settore Postale
- Istituto Superiore delle Comunicazioni e delle Tecnologie dell'Informazione
- Ispettorati Territoriali

Organi Interni
- Comitato Esecutivo per la Larga Banda
- Consiglio Superiore delle Comunicazioni
- Commissione per lo studio e l'elaborazione delle carte valori postali

## I ministri delle Comunicazioni
- Ministri delle comunicazioni della Repubblica Italiana (1946-2008).

L'elenco comprende i nominativi dei Ministri che ressero il dicastero delle comunicazioni, delle poste e delle telecomunicazioni, a far data dal 1946.
Inoltre, è possibile accedere all'elenco dei Ministri delle poste e Telegrafi del Regno d'Italia (1889-1929), nonché dei Ministri delle comunicazioni, sempre del Regno d'Italia (1929-1944). Da notare che il dicastero muta nome nel 1944 per prendere quello di Ministero delle poste e delle telecomunicazioni.